# Club Atlético Huracán Las Heras
O Club Atlético Huracán Las Heras, conhecido como Huracán ou pelas iniciais HLH, é um clube de futebol argentino da cidade de Las Heras, na província de Mendoza, fundado em 24 de dezembro de 1939. Atualmente participa do Torneo Federal A, a terceira divisão do futebol argentino para as equipes indiretamente afiliadas à Associação do Futebol Argentino (AFA), entidade máxima do futebol na Argentina. Sua afiliação original é com a Liga Mendocina de Fútbol, ligada ao Conselho Federal de Futebol Argentino (CFFA), órgão da AFA que dirige o futebol no interior do país. Seu estádio é o General San Martín, inaugurado em 8 de junho de 1952, atualmente com capacidade aproximada de 8.000 espectadores.[carece de fontes?]

## História

### Origem
O Club Atlético Huracán Las Heras nasceu oficialmente em 24 de dezembro de 1939, fruto da fusão de vários clubes. No primeiro momento, em idos de 1929, o Sportivo Benjamín Matienzo (fundado em 1920) uniu-se ao Sportivo Canillitas, dando vida ao Matienzo Sport Club. Anos depois, os clubes Honor y Patria, Sportivo Juan Gregorio Las Heras e Deportivo Sarmiento, se fundiram no Unión Sport Club Las Heras. Em 1934, Matienzo Sport Club e o Deportivo Olascoaga (fundado em 1932) fundiram-se no Club Deportivo Huracán. Mais tarde, em 1937, o Club Deportivo Huracán junta-se ao Sportivo Domingo Bombal (fundado em 1930), nascendo o Club Deportivo Huracán-Bombal. Por fim, em 24 de dezembro de 1939, o Deportivo Huracán-Bombal e o Unión Sport Club Las Heras, depois de muitas reuniões chegam a um consenso e formalizam sua fusão, adotando o nome que perdura até os dias de hoje.

## Estádio
Inaugurado em 8 de junho de 1952, o estádio do clube, denominado General San Martín, tem capacidade para 8000 pessoas.

## Títulos
| NACIONAIS | NACIONAIS                | NACIONAIS | NACIONAIS               |
| Divisão   | Competição               | Títulos   | Temporadas              |
| --------- | ------------------------ | --------- | ----------------------- |
| Quarta    | Torneo Federal B         | 1         | 2016.                   |
| Quinta    | Torneo del Interior      | 1         | 2011, 2014.             |
| REGIONAIS |                          |           |                         |
| Divisão   | Competição               | Títulos   | Temporadas              |
| Primeira  | Liga Mendocina de Fútbol | 4         | 1984, 2006, 2007, 2011. |